# بطولة أمريكا الجنوبية لألعاب القوى للناشئين 1980
بطولة أمريكا الجنوبية لألعاب القوى للناشئين 1980 هي النسخة الـ 13 من بطولة أمريكا الجنوبية لألعاب القوى للناشئين. أقيمت في سانتياغو. شارك فيها 191 رياضياً من 8 بلدان. تصدرت البرازيل جدول الميداليات برصيد 44 ميدالية منها 14 ذهبية.

## جدول الميداليات
| الترتيب | منتخب      | ذهبية | فضية | برونزية | المجموع |
| ------- | ---------- | ----- | ---- | ------- | ------- |
| 1       | البرازيل   | 14    | 16   | 14      | 44      |
| 2       | الأرجنتين  | 13    | 16   | 4       | 33      |
| 3       | تشيلي      | 6     | 2    | 12      | 20      |
| 4       | كولومبيا   | 3     | 2    | 1       | 6       |
| 5       | الأوروغواي | 0     | 0    | 3       | 3       |
| 6       | الإكوادور  | 0     | 0    | 1       | 1       |
| 6       | بيرو       | 0     | 0    | 1       | 1       |